# Trzebież wczesna
Trzebież (leśnictwo) wczesna, zwane również cięciem pielęgnacyjnym wczesnym, stosowana jest w drzewostanach wykazujących energiczny przyrost na wysokość. Korony drzew w takich drzewostanach mają zdolność rozrostu na boki i wypełniania gałęziami luk powstających po wcześniejszych cięciach pielęgnacyjnych. W tym okresie trzebieże wczesne nie powinny być zbyt intensywne, aby nie osłabiać procesu naturalnego oczyszczania się pni z gałęzi, ale mogą być częstsze. Zazwyczaj cięcia pielęgnacyjne wczesne powtarzamy co 3-5 lat.
Trzebieże wczesne mają za zadanie:
- polepszenie jakości produkowanego surowca drzewnego poprzez wyeliminowanie drzew wadliwych
- poprawę prawidłowego przebiegu procesu oczyszczania się pni z gałęzi
- zabezpieczenie najwartościowszych składników drzewostanu
- poprawienie stanu sanitarnego drzewostanu głównie poprzez likwidację posuszu, chorych i opanowanych przez szkodniki drzew
- poprawienie biologicznej odporności drzewostanu głównie w celu zapobieżenia szkodom spowodowanym przez wiatry, śnieg
- zwiększenie przyrostu miąższości drzew
- polepszenie warunków rozkładu związków organicznych
- wzmożenie sił wytwórczych siedliska
- pozyskanie cienkich użytków międzyrębnych